# Andrea Gritti
Andrea Gritti (Bardolino, 1455. április 17. – Velence, 1538. december 28.) a 77. velencei dózse 1523 és 1538 között. Fia Lodovico Gritti a Magyar Királyság kormányzója és I. Szulejmán egyik politikusa volt.

## Élete
Egy Verona melletti városban született Észak-Itáliában. Ifjúkorában Isztambulban élt Agostino Barbarigo dózse diplomatájaként, ahol egy ismeretlen nemzetiségű nővel (görög, vagy török) folytatott viszonyt és négy fia, köztük Lodovico született. 1496-ban a gyerekeit Velencébe vitte, ahol gondos nevelést biztosított számukra.
1499-ben letartóztatták, azzal vádolva, hogy kémkedik a velenceieknek, de mivel jó kapcsolatai voltak Kandarli Ibrahim nagyvezírrel, ezért sikerült megszöknie a törökök őrizetéből.
Gritti eredményes politikusnak mutatkozott, mert a 16. századra a Velencei Köztársaság az Appennini-félsziget északi feléről jelentős mértékben háttérbe szorult, de a további hanyatlást Grittinek sikerült megállítani.

1509-ben a velenceiek súlyos vereséget szenvedtek a franciáktól az agnadellói ütközetben. Ekkor Gritti nevezték ki a velencei erők élére. Gritti a további francia támadásoktól megóvta az országot és sikerült visszafoglalnia Páduát is. Miután 1510-ben Nicolo di Pitigliano főparancsnok meghalt, Gritti lett a velencei hadsereg egyedüli vezetője, de a kormány visszarendelte Velencébe, ezért nem folytathatta a franciák elleni hadműveleteket.
1512-ben tárgyalt a cambrai-i ligával, amely már javában szorongatta a tengeri köztársaságot. Sikerét mi sem mutatja jobban, hogy a szövetségből I. Ferenc francia király kilépett és szövetkezett a velenceiekkel. Mivel Franciaország az Oszmán Birodalom szövetségesének is számított, ezért Velence a Porta felé is elkezdett közeledni.
1523-ban dózsévé választása előtt nem sokkal egyezséget kötött V. Károly német-római császárral és spanyol királlyal, s a Habsburgok és a franciák közötti itáliai háborúban (1521–26) próbált semlegességet vállalni. A törökök bár mindig gyanakvással kísérte, hozzájuk való közeledésével nehéz helyzetbe hozta az I. Szulejmán ellen szintén hadakozó Magyarországot, amelynek uralkodója a tengeri köztársaságtól is próbált segítséget szerezni.
Fia, Lodovico barátságot kötött Pargali Ibrahim főkamarással, akit a szultán nagyvezírré nevezett ki. Lodovico a porta egyik fő politikusa volt és részletes jelentéseket küldött apjának.
Grittit aggasztotta ugyanakkor a közép-európai térségben a Habsburgok előretörése is, ezért Ausztria ellenében támogatta Szapolyai Jánost és részben ő is biztatta a franciákkal együtt a törököket, hogy 1529-ben vonuljanak Bécs ellen. A Habsburgokkal jó viszonyban levő Moszkva ellen is fiával egy török támadás előkészítését dédelgette, mivel az oroszok déli és délnyugati előretörései sértették az Oszmán Birodalom érdekeltségeket.
Fia, Lodovico (magyarosan írt nevén Gritti Alajos) I. János magyar király kegyeibe is beférkőzött, aki Magyarország kormányzójává tette, de ő ezután a török szultán megbízásából uralomra tört Magyarországon. Andrea Gritti terveket is fűzött mindehhez, mert ha fia az uralma alá hajtja Magyarországot, akkor rajta keresztül egyensúlyt teremthetne a Habsburg Ausztria és a Német-római Birodalom, valamint az Oszmán Birodalom ellenében. Czibak Imre meggyilkolásával azonban Lodovico gyorsan maga ellen hangolta a magyar nemességet, akik meg akarták gátolni további előretörését, és 1534-ben Medgyesen megölték.
A fia és unokái halála miatt elkeseredett dózse bosszút akart állni Szapolyain, ezért ettől kezdve azon munkálkodott, hogy Szulejmán büntesse meg a Magyar Királyságot. Ezt nem sikerült elérnie, mert Szulejmán tudott Lodovico Gritti Isztambulban folytatott tevékenységéről, és arról is, hogy megpróbált a Habsburgok felé közeledni. Fia barátját, Pargali Ibrahim pasát, a nagy hatalmú nagyvezírt is kivégezték. Velence és az Oszmán Birodalom között ismét megromlott a viszony. Annyi elégtételt azonban az idős dózse még halála idején kapott, hogy két unokája megölésében részes IV. Péter moldvai vajdát a törökök és a tatárok elűzték trónjáról.
Halála előtt nem sokkal 1537-ben háborúba keveredett a törökökkel és az oszmán flotta megtámadta Korfut.

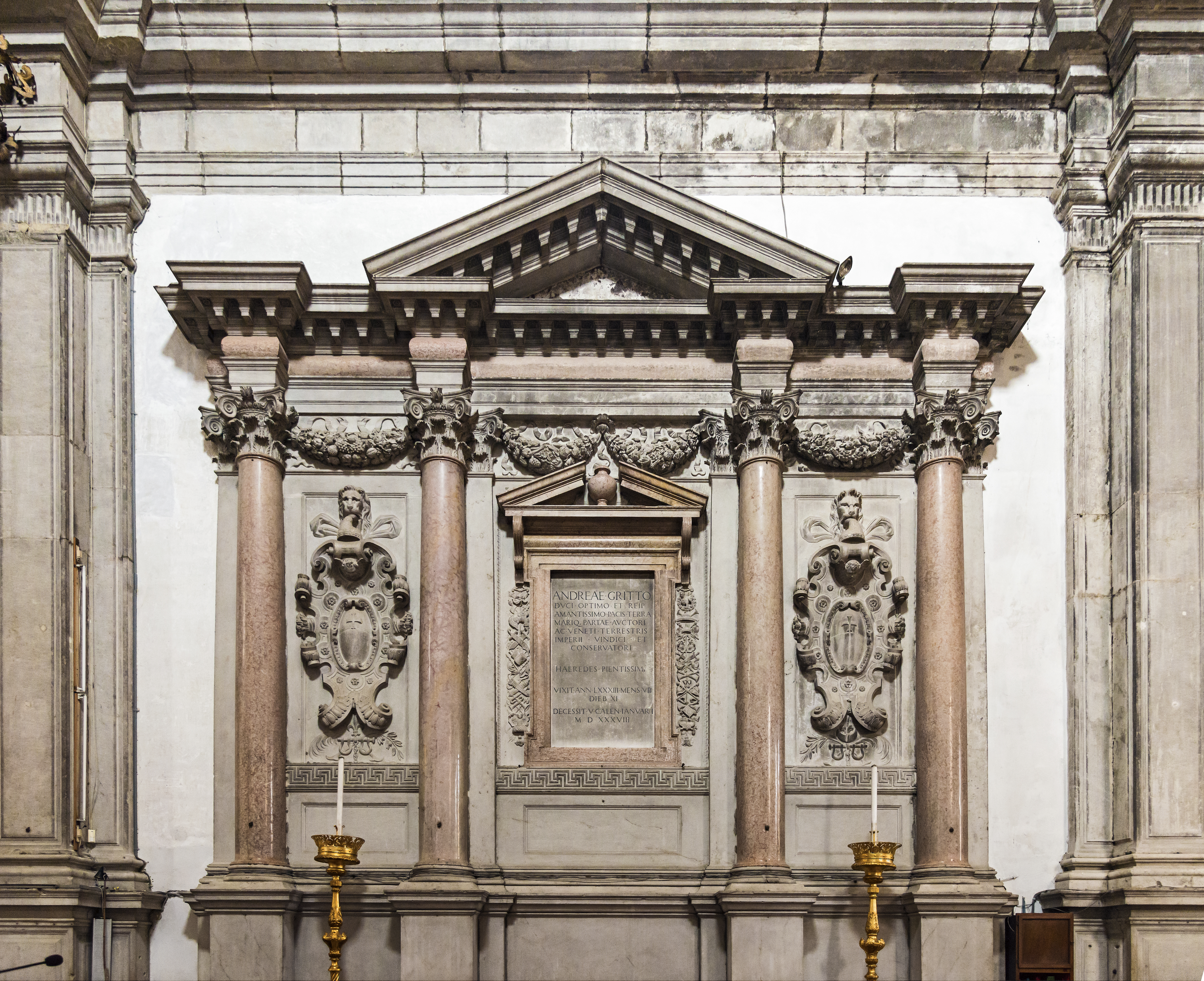
Sírja Velencében.

A San Francesco della Vigna templomban helyezték örök nyugalomra.

## Lásd még
- Velencei dózsék listája

## Külső hivatkozások
- Markó László: A Magyar Állam Főméltóságai Szent Istvántól napjainkig, Magyar Könyvklub, Budapest 1999. ISBN 963-547-085-1
- Magyarország története 1526-1686, Főszerk.: Pach Zsigmond, Szerk.: R. Várkonyi Ágnes, 1. kötet, Akadémia Kiadó, Budapest 1985. ISBN 963-05-0929-6
- dr. Kretschmayr Henrik: Gritti Lajos 1480–1534

| Előző uralkodó: Antonio Grimani | Velencei dózse 1523-1538 | Következő uralkodó: Pietro Lando |